# Cayo Junio Silano (cónsul 10)
Cayo o Gayo Junio Silano  fue un sacerdote y senador romano elegido cónsul con Publio Cornelio Dolabela. Su hermana fue una importante vestal y de su padre homónimo apenas hay constancia. Su madre fue probablemente un miembro de los Claudios Pulcros.
Tras su consulado, del que poco se sabe, fue nombrado procónsul de la provincia romana de Asia y fue acusado de malversación, traición y sacrilegio contra Augusto. Tácito sugiere que estas dos últimas acusaciones se anexaron al proceso para intimidar a los amigos de Silano e impedirlos testificar. Abandonado por sus amigos y sin experiencia jurídica, Silano deescartó su propia defensa. Fue declarado homo sacer y exiliado a la isla de Giaros, pero Tiberio cambió este lugar por otro menos inhóspito: el Monte Cinto.